# Sarah Imovbioh
Sarah Imovbioh (née le 24 mai 1992) est une joueuse nigériane de basket-ball. 

## Carrière
Elle est membre de l'équipe du Nigeria de basket-ball féminin et a participé à la Coupe du monde féminine de basket-ball 2018.

### Club
- 2017-18 :  PEAC-Pécs (en)

## Palmarès
- Médaille d'or au championnat d'Afrique 2019